# Р-Клуб (клуб)
Р-Клуб (также R-Club) — московский клуб под руководством Александра Трофимова. Ныне закрыт. В репертуар клуба включались исполнители музыки в стиле рок и рок-н-ролл (только живая музыка). Функционировал клуб с 1995 по 2006 год, несколько раз менял адрес; наиболее известным стал период, когда клуб располагался по адресу: Москва, 4-й Рощинский проезд, 19/21 

## История

### 1995—1998 год: «Р-Клуб» на Талалихина, 28
Осенью 1995 года состоялось открытие «Р-Клуба» по адресу: ул. Талалихина, д.28. Инициатором идеи и директором клуба стал продюсер Александр Трофимов, его помощниками и соратниками были Андрей «ZZ Top» Гирнык (бас-гитарист, группы «Чёрный Кофе», «Шах», «Тяжёлый День») и Евгений «Джон» Кармалин.
Клуб работал ежедневно с 18:00 до 23:00, вход был платным (по будням 50-80 руб., в выходные 50-100 руб.).

— Как возник «Р-клуб»?

— Десять лет назад, после ухода из «BIZ Enterprises», у меня уже была своя рекламная фирма. Занимался тем, что называется «паблисити», и ребята из группы «Мастер» попросили помочь им с организацией концертов. По Москве тогда как раз и стали появляться первые «сами по себе»-площадки: клуб «Вояж», ДК МАИ (в фойе)… ещё какие-то, штук пять… и мы с друзьями прошлись по ним. Нам ни один клуб не нравился! Где-то охрана не так работает, оборудование практически везде оставляло желать лучшего. и мы подумали: а почему бы нам не организовать свой клуб? Что для этого надо? Помещение. У нас был один товарищ с выходом на спорткомплекс «Атлант», на улице Талалихина, где нашёлся совершенно заброшенный большой подвал, заваленный каким-то железным ломом, который мы и разгребали своими силами достаточно долго. Нашли оборудование, попробовали сдвинуть с мертвой точки… Получилось! Не сразу, но площадка привлекла внимание своего потенциального контингента простотой, доступными ценами, нормальным аппаратом. Вот — со временем мы чего-то добились!—  Александр Трофимов
В феврале 1996 года в помещении клуба на Талалихина, 28 прошел седьмой Фестиваль Надежд, который проводила Московская рок-лаборатория.
В марте 1996 года «Р-Клуб» выступил организатором фестиваля «Поколено». 31 мая в Московском Государственном театре эстрады прошёл гала-концерт и презентация компакт диска «Поколено-96».
Осенью 1996 года в «Р-Клубе» открылась студия «R-Club Studio».
В 1997 году на церемонии вручения премии «За Загубленное детство» Фонд загубленного детства назвал «Р-Клуб» лучшим столичным рок-клубом прошедшего года.
В декабре 1998 года «Р-Клуб» выпустил первый номер журнала о рок-музыке под названием «Р-Клуб».

### 1998—1999: «Р-Клуб»: переезд на Сходненскую. Период «Ю-Ту»
В конце 1998 года Александру Трофимову, директору «Р-Клуба», пришлось проводить концерты в кинотеатре «Балтика» (где в то время открылся новый клуб «Ю-Ту»). Концерты начинались в 18:00, с 23:00 до 6:00 продолжалась дискотека.

### 1999—2006: «Р-Клуб» на Тульской
В 1999 году «Р-клуб» начал свою работу в доме 19/21 в 4-м Рощинском проезде. Директором клуба по-прежнему являлся Александр Трофимов, звукорежиссёр — Андрей Крустер Лебедев (группы «Смещение», «Мастер»), c 18:00 до 06:00, концерты начинались в 18:30. Ремонт помещения клуба осуществлялся силами работников клуба и музыкантов.
В мае 1999 года администрацией «Р-Клуба» был организован благотворительный тур «Будущее без наркотиков».
В апреле 2004 года «Р-Клуб» сделал доступным просмотр концертов в online-режиме при поддержке сайта «Специальное радио».
28 мая 2006 года в «Р-Клубе» состоялся рок-фестиваль в честь окончания сезона 2005—2006, после чего клуб был закрыт, как первоначально сообщалось — на реконструкцию. Но открытия так и не последовало, на месте бывшего рок-клуба открылось отделение банка.